# Château du Val (Haute-Marne)
Pour les articles homonymes, voir château du Val.
 (septembre 2022).
Si vous disposez d'ouvrages ou d'articles de référence ou si vous connaissez des sites web de qualité traitant du thème abordé ici, merci de compléter l'article en donnant les références utiles à sa vérifiabilité et en les liant à la section « Notes et références ».
Le château du Val (ou Villa du Val) est situé sur la commune de Humbécourt, dans la Haute-Marne.

## Situation
Le château du Val se trouve à 2 km au sud-est de la commune de Humbécourt, au lieu-dit Le Val, près de la ferme de Marthée, en lisière ouest de la forêt du Val.
La forêt du Val qui a donné son nom au château se situe juste au sud de l'agglomération de Saint-Dizier. Elle est partagée entre les communes de Humbécourt, Attancourt, Troisfontaines-la-Ville, Eurville-Bienville, Roches-sur-Marne, Saint-Dizier et Valcourt.

## Histoire
La première pierre du Château du Val a été posée en 1870.
Il ne fait actuellement l'objet d'aucune inscription ou classement au titre des monuments historiques. C'est une propriété privée qui ne se visite pas.

## Description
Le château a trois niveaux d'élévation et un toit à quatre pans. Une tour à quatre niveaux est incorporée à l'angle nord-ouest avec une terrasse qui était couverte, à l'origine, à son niveau supérieur. Une annexe à deux niveaux est ajoutée sur la façade est.
Le parc au sud du château possède une grande pièce d'eau et un court de tennis.